# Tarrós
Tarrós je selo u središnjoj južnoj Mađarskoj.
Zauzima površinu od 5,29 km četvornih.

## Zemljopisni položaj
Nalazi se na 46° 17' sjeverne zemljopisne širine i 18° 9' istočne zemljopisne dužine, sjeverozapadno od gorja Mečeka, na sjeveru Baranjske županije, pola km jugoistočno od županijske granice s Tolnanskom županijom. Dubovac je 1,5 km sjeverno, Čikoc-Tutiš je 4 km sjeverno-sjeveroistočno, Grenjiš je 2,5 km sjeveroistočno, Tikeš je 500 m istočno, Varga je 2,5 km, a Felsőegerszeg 2 km južno, Vázsnok je 500 m jugozapadno, a kotarsko sjedište Šaš je 2,5 km jugozapadno, dok je Meződ 2 km zapadno-sjeverozapadno. Jagonak je 4 km sjeverozapadno, a Sečuj je 4 km sjeverno-sjeverozapadno.

## Upravna organizacija
Upravno pripada Šaškoj mikroregiji u Baranjskoj županiji. Poštanski broj je 7362. 

## Promet
Nalazi se 1,5 km jugoistočno od željezničke prometnice Dumvar-Šaš.

## Stanovništvo
Tarrós ima 117 stanovnika (2001.). Stanovnici su Mađari. 4/5 stanovnika su rimokatolici, luterana je nešto preko desetine stanovnika.

## Vanjske poveznice
- Tarrós na fallingrain.com